# Саїновська сільська рада
Саї́новська сільська рада (рос. Саиновский сельский совет) — сільське поселення у складі Тоцького району Оренбурзької області Росії.
Адміністративний центр та єдиний населений пункт — село Саїновка.

## Населення
Населення — 131 особа (2019; 210 в 2010, 319 у 2002).